# Amanda Budden
Amanda Margaret Budden , née le 9 mai 1994 à Cork, est une footballeuse internationale irlandaise jouant au poste de gardienne de but. Internationale depuis 2018, elle fait toute sa carrière dans le championnat irlandais et s'engage au commencement de la saison 2025 avec Peamount United.

## Biographie
Amanda Budden naît à Cork. Elle commence le football dans un des clubs amateurs de la ville, le Wilton United. Le 27 juillet 2008, elle remporte la Coupe d'Irlande des moins de 14 ans. Elle dispute la finale contre Longford Town en étant joueuse de champs. Le 7 août 2011, elle est dans les buts à l'occasion de la finale de la Coupe d'Irlande, mais le Wilton United est défait par St. Catherine's sur le score de 3-1.

### En club
Lors du lancement du championnat d'Irlande en 2011, Amanda Budden rejoint l'équipe de Cork. Elle fait ses débuts le 13 novembre 2011 sous ses nouvelles couleurs à l'occasion du premier match de son club en championnat. La rencontre se solde par une défait 6-1 contre Peamount United.
Amanda Budden remporte son premier trophée en 2017 à l'occasion de la victoire de Cork en finale de la Coupe d'Irlande. Cork bat UCD Waves 1-0 à l'Aviva Stadium. Sa meilleure amie Claire Shine marque le but de la victoire.
Au commencement de la saison 2020, Amanda Budden signe au Galway Women's Football Club. En 2021 elle rejoint Dublin pour s'engager avec le Shelbourne Ladies Football Club qui vient d'être sacré champion d'Irlande. La saison 2022 est celle d'un double trophée pour Budden : elle remporte le championnat et la coupe d'Irlande.
Elle s'engage au début de la saison 2023 avec les Shamrock Rovers Ladies renaissantes.

### En équipe nationale
Amanda Budden a un premier contact avec les équipes nationales en faisant partie de la sélection des moins de 17 ans. Elle est finaliste lors du Championnat d'Europe féminin de football des moins de 17 ans 2010 puis quart de finaliste lors de la coupe du monde qui suit.
En 2018, elle intègre l'équipe nationale. Elle est dans le groupe qui dispute les éliminatoires du championnat d'Europe 2019. En août 2018 elle remplace Marie Hourihan la titulaire blessée à l'occasion d'une rencontre contre l'Irlande du Nord pour une victoire 4-0. C'est en 2023 la seule sélection effective d'Amanda Budden.

## Palmarès
Avec Cork
- Coupe d'Irlande
  - Vainqueur en 2017

Avec Shelbourne
- Championnat d'Irlande
  - Vainqueur en 2022
- Coupe d'Irlande
  - Vainqueur en 2022